# I Am the Future
Singles de Alice Cooper
For Britain Only
(1982) I Like Girls
(1982)
I Am the Future est une chanson d'Alice Cooper issue de l'album Zipper Catches Skin. Le single sort en novembre 1982 aux États-Unis et en avril 1983 au Royaume-Uni et figure dans la bande-son du film Class 1984,. Le single comporte la chanson d'ouverture de l'album Zipper Catches Skin, Zorro's Ascent, sur la face-b. La version remixée du single apparait sur la compilation The Life and Crimes of Alice Cooper.

## Listes des titres
| A. | I Am the Future | Gary Osborne, Lalo Schifrin                            | 3:29 |
| B. | Zorro's Ascent  | Alice Cooper, Erik Scott, John Nitzinger, Billy Steele | 3:54 |

| A. | I Am the Future | Gary Osborne, Lalo Schifrin              |  |
| B. | I Like Girls    | Alice Cooper, Erik Scott, John Nitzinger |  |

| A. | I Am the Future | Gary Osborne, Lalo Schifrin              |  |
| B. | Tag, You're It  | Alice Cooper, Erik Scott, John Nitzinger |  |